# Спокуса

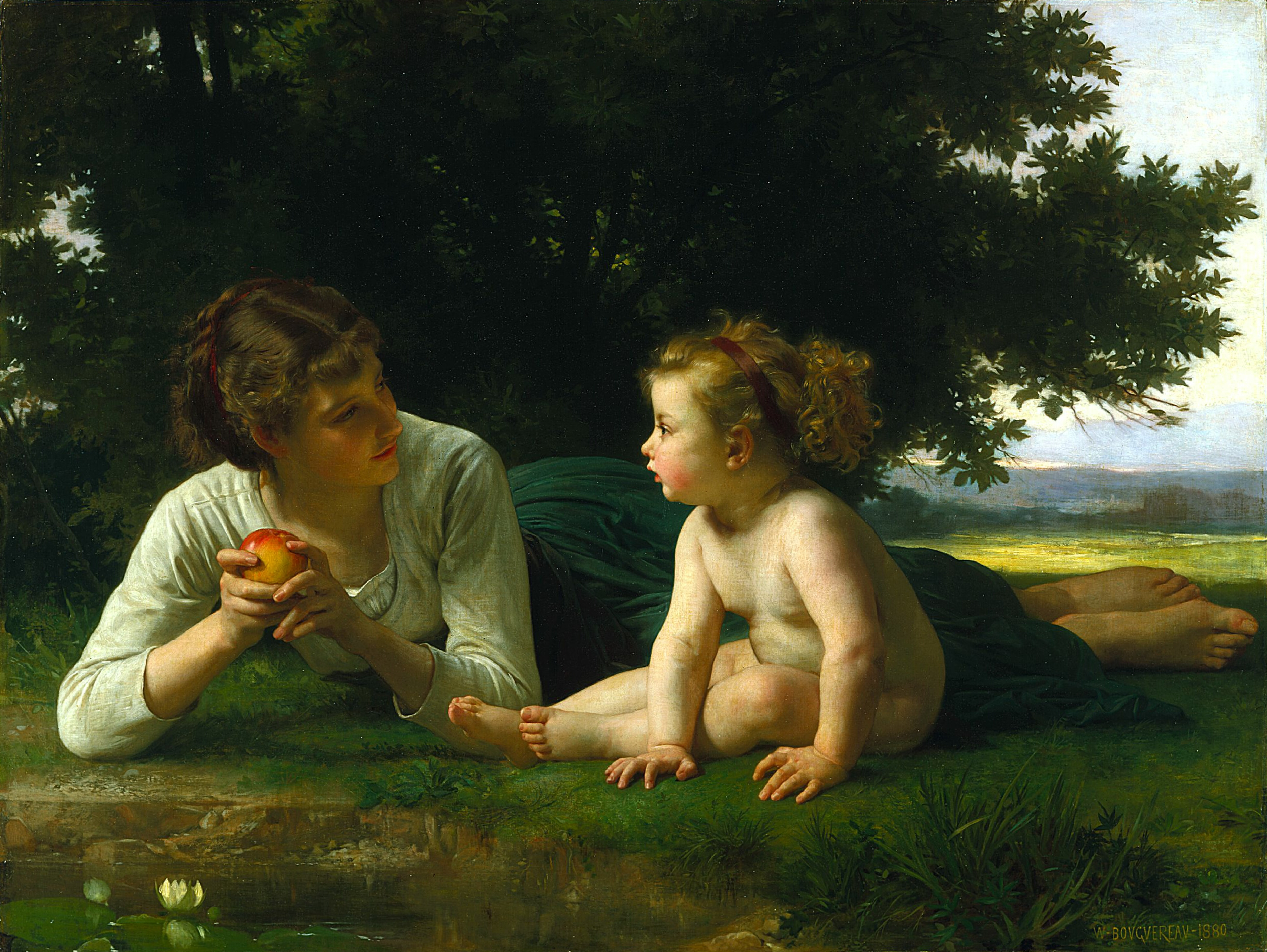
Спокуса (1880) Вільям-Адольф Бугро

«І назвав він ім'я того місця: Масса та Мерива через колотнечу Ізраїлевих синів і через випробування ними Господа, коли казали: Чи є Господь серед нас, чи нема?» (Вих. 17:7)
Споку́са — зовнішній привід або потяг згрішити під впливом  схильності або пристрасті, змінити створеному ідеалу, відступити від правил, порушити обітницю, близька небезпека втратити контроль або впасти у тяжкий гріх. Спокуса також описує вмовляння або спонукання людини до вчинення такого вчинку шляхом маніпуляції чи іншим чином через цікавість, бажання чи страх втратити щось важливе для людини.
У контексті самоконтролю та його виснаження, спокуса описується як негайна приємна потреба та/або імпульс, який порушує здатність людини чекати досягнення довгострокових цілей, яких ця особа сподівається досягти.
Більш неофіційно, спокуса може вживатися в значенні «стан приваблення та спокуси» без будь-якого відношення до моральної, етичної чи ідеологічної оцінки; наприклад, можна сказати, що шматок їжі виглядає «спокусливо», навіть якщо його вживання не призведе до негативних наслідків.
Дослідження показують, що існують парадоксальні ефекти, пов’язані зі спокусою.  У всіх формах спокуси неявно присутня низка варіантів, які можуть сприяти дотриманню високих моральних стандартів у прийнятті рішень.
- Слабкі або непомітні спокуси, порівняно з сильними або очевидними спокусами, можуть призвести до більшої втрати самоконтролю.
- підтверджені дослідження стверджують, що «наявні спокуси є менш цінними і менш спокусливими».

Спокуси можуть вплинути на довгострокове досягнення мети. Було виявлено, що люди, які зазнали спокуси та її наслідків, виявили користь від свого досвіду.

## Релігійне визначення
Притча про тісні ворота: «Увіходьте тісними ворітьми, бо просторі ворота й широка дорога, що веде до погибелі, і нею багато-хто ходять.» (Мф 7:13).
|                           | Блажен, хто витримує спокусу: за свою стійкість він отримає вінець життя, так обіцяв Бог нагородити тих, хто Його любить. У спокусі нехай ніхто не говорить: «Це Бог мене спокушує». Бог неспокушений у злі і Сам нікого не спокушує. Ні, це власні забаганки збивають людину з дороги і захоплюють у пастку — ось що таке спокуса. Від забаганки зароджується і з'являється на світ гріх, і коли він чиниться, то приводить до смерті. Як 1:12-15 |
| — Послання апостола Якова | |

Бог може тільки випробовувати людину, але не спокушати. Відмінність між випробуванням та спокусою полягає у меті. При випробуванні людини мається на увазі добра мета, саме —  зміцнення волі в добро і виправдання чесноти (2Пет. 1:10). У цьому вся сенсі треба розуміти слова ап. Якова, який говорить у втіху християнам, які перебувають у скорботах: «З великою радістю приймайте, брати мої, коли впадаєте в різні спокуси, знаючи, що випробування вашої віри дає терпеливість.» (Як. 1:2-3). При спокусі ж мають на увазі зла мета, саме – залучення людини у гріх. У цьому сенсі треба розуміти слова Господа Ісуса Христа, який навчив нас молитися Небесному Батькові: «Не введи нас у спокусу». Це в молитві Отче наш означає, що Бог не дасть спокуси вище сил: «Бог ...не попустить вам бути спокушеними понад силами…» (1Кор. 10:13), що означає, що він «попускає» (або допускає) спокуси, але не є їхнім джерелом.
|                                                                                              | ...розпізнавання викриває брехню спокуси: на перший погляд, предмет спокуси «добрий для поживи, гарний для очей і приманює» (Бут 3:6), але насправді його плід – смерть. |
| — Папа Римський затвердив новий текст молитви «Отче наш» (2019), https://zbruc.eu/node/89888 | |

Збіг обставин внутрішнього і зовнішнього життя християнина, у яких відчувається стійкість його віри. Стійкість проявляється у впевненості у догматах і у дотриманні всіх заповідей. Так як для досягнення цієї стійкості потрібно докладати значних зусиль, то термін спокуса часто використовується в сенсі страждання, скорботи. Останнє слововживання отримує виправдання ще й тому, що саме коливання у вірі відчувається християнином як страждання.
- зовнішній привід, провокація упалих янголів (духів) напряму або через інших людей, що має на меті спрямувати людину до гріха;
- провокація з метою виявити в невигідному світлі (Мк. 10:2);
- внутрішній помисл, ідея чи бажання, нав'язлива думка, що підштовхують людину до гріха;
- випробування довготерпіння Божого з боку людини (Вих. 17:2), надмірна надія на Боже милосердя;
- дія Божа, спрямовану на випробування людської волі, духовно-морального стану (спокуса Авраама, Бут. 22:1).

Тема спокуси, протидії їй та відповідальності за гріх є однією із центральних у Святому письмі, наприклад:
- поклоніння золотому тельцю та іншим ідолам та ваалам;
- бажання мати царя як у інших народів, під приводом нечистоти синів пророка Самуїла (1 Сам. 8);
- спокуса та непослух царя Саула, після чого Бог пожалкував про його помазання: «Жалкую, що Я настановив Саула за царя, бо він відвернувся від Мене, а слів Моїх не виконав. І запалився гнів Самуїлів, і він кликав до Господа цілу ніч.» (1Сам. 15:11);
- спокуса через їжу: Йонатан куштує мед всупереч закляттю батька Саула (1 Сам. 14:27); спокуса в Массі та Мериві: «І назвав він ім'я того місця: Масса та Мерива через колотнечу Ізраїлевих синів і через випробування ними Господа, коли казали: Чи є Господь серед нас, чи нема?» (Вих. 17:7); спокушання народом бога в пустелі, вимоги до Мойсея наситити їх (Вих. 16:27);
- спокуса чоловіків через жінок: Даліла та Самсон, Вірсавія та цар Давид, Саломея та цар Ірод та ін.;
- Історія Йова, тощо...

Спокушувати, в значенні дієслова означає намагатися переконати (особу) вчинити неправду чи злодіяння, обіцяючи задоволення або користь.
За словником синонімів Караванського «спокушувати» означає також вабити, приваблювати, надити, принаджувати, манити, заманювати, підпускати бісиків кому, (надією) тішити; (на що) спонукувати, заохочувати.
|                         | Не бійся того, що маєш страждати! Ось диявол вкидатиме декого з вас до в'язниць, щоб вас випробувати. І будете мати біду десять день. Будь вірний до смерти, і Я тобі дам вінця життя! |
| — Одкр. 2:10, (Огієнко) | |

Традиційним спокусником вважається сатана. Він декілька разів невдало спокушав у пустелі Ісуса Христа (Спокуси Христа), та успішно спокусив Юду Іскаріота на зраду.
В богослов'ї Іоана Ліствичника ("Ліствиця", 88-го том Patrologia Graeca) займає т.з. «механізм спокуси» (15:73), який починається с «прилога» (простої думки чи представления, προσβολὴ). Потім слідкує «сосложение» або увага (συνδυασμὸς). Гріхом є акт згоди (συγκατάθεσις), після якого виникає залежність (αἰχμαλωσία). Втім, людина здатна кинути виклик гріховній звичці та встати на путь боротьби (πάλη).
- провокація
- тимчасове, миттєве порушення волі (інтелекту)
- зчеплення
- згода
- схильність
- залежність (пристрасть).

Никодим Святогорець (1749-1809) у книзі «Невидима брань» Лоренцо Скуполі (переклад святителя Феофана Затворника) розкриває сутність и принципи боротьби християнина проти «світовладик темряви віку цього, духів злоби піднебесних».
Мысленная брань — у християнській релігійній практиці — розумне діяння (тобто робота розуму чи розумом), спрямоване проти помислів (тобто думок, почуттів та бажань), що вселяються в природу людини бісами.
Аскетизм — вид духовної практики, із самообмеження для самовдосконалення або досягнення морального/релігійного ідеалу.
Монастирський устав — статут, яким користуються монастир, релігійний орден тощо.
Молитва Христа про чашу (гефсимáнска молитва)

## Спокуса у філософії
«Пристрасті душі» (Декарт) — останній твір Рене Декарта. Помітними попередниками Декарта, які сформулювали власні теорії пристрастей, є Аврелій Августин, Тома Аквінський і Томас Гоббс.
Дихотомія розуму та тіла (концепція) — відома теорія Рене Декарта
«Міркування про метод» (Декарт) («Міркування про метод, щоб правильно спрямувати свій розум і відшукати істину в науках») —  переломна робота, яка ознаменувала перехід від філософії Ренесансу до філософії Нового часу і сучасне наукове пізнання.
Пристрасті (філософія)
Стоїцизм, Стоїчні пристрасті
«On Passions» (III ст.) — праця "Про емоції" або "Про схильності" давньогрецького стоїка Хрисіппа

## Спокуса в мистецтві
- Фауст, Страждання юного Вертера та ін. — творчість Ґете яскраво описує спокусу та боротьбу із нею
- Злочин і кара (роман, 1866) — другий роман Достоєвського після повернення автора з п'ятирічного заслання на каторгу в Сибір
- Любий друг (роман, 1885) Гі де Мопассан
- Втеча з Шоушенка (фільм, 1994) — по бестселеру Стівена Кінга, назва букв. перекладається як «Спокута (врятування) Шоушенком»
- Геркулес на роздоріжжі[en], Суд Паріса та Яблуко розбрату
- Подорож Пілігріма в Небесну Країну (роман, 1678) Джон Баньян вважається одним із найвизначніших творів в англійській християнської літературі та родоначальником наративного (оповідального) жанру.

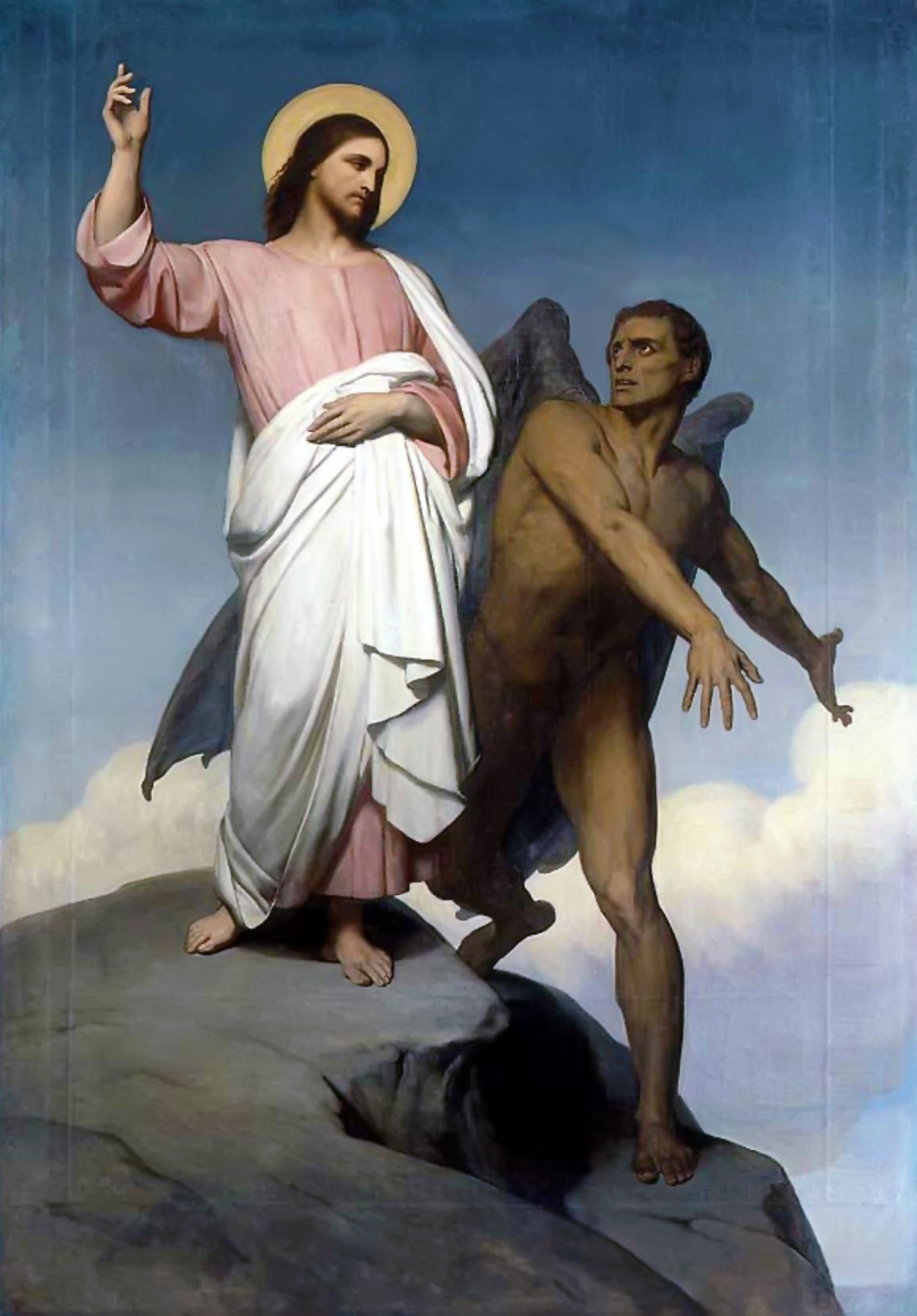
Спокуси Христа (1854) Арі Шеффер
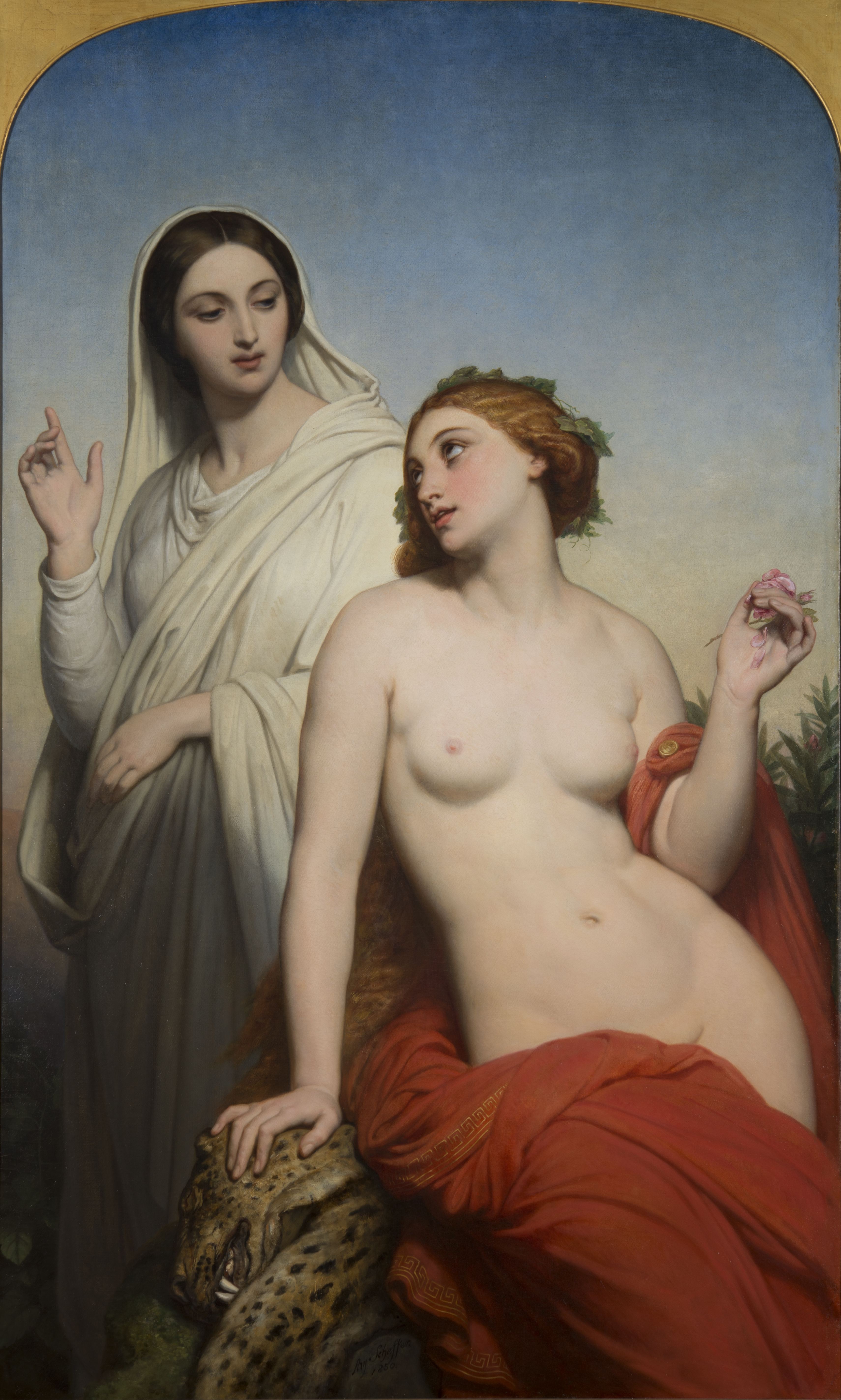
Любов земна та Любов небесна. Арі Шеффер
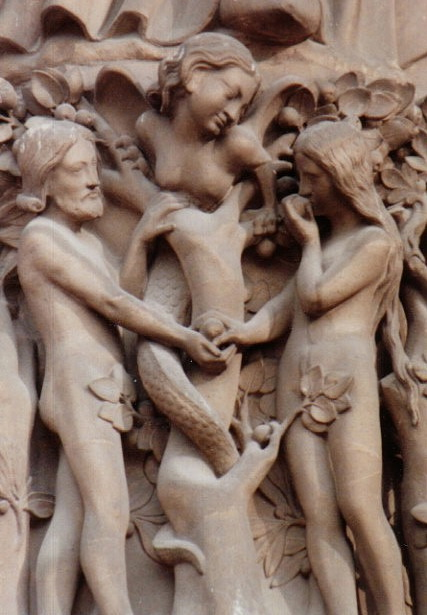
Єва і Адам спокушаються змієм в Едемі (Собор Нотр Дам)
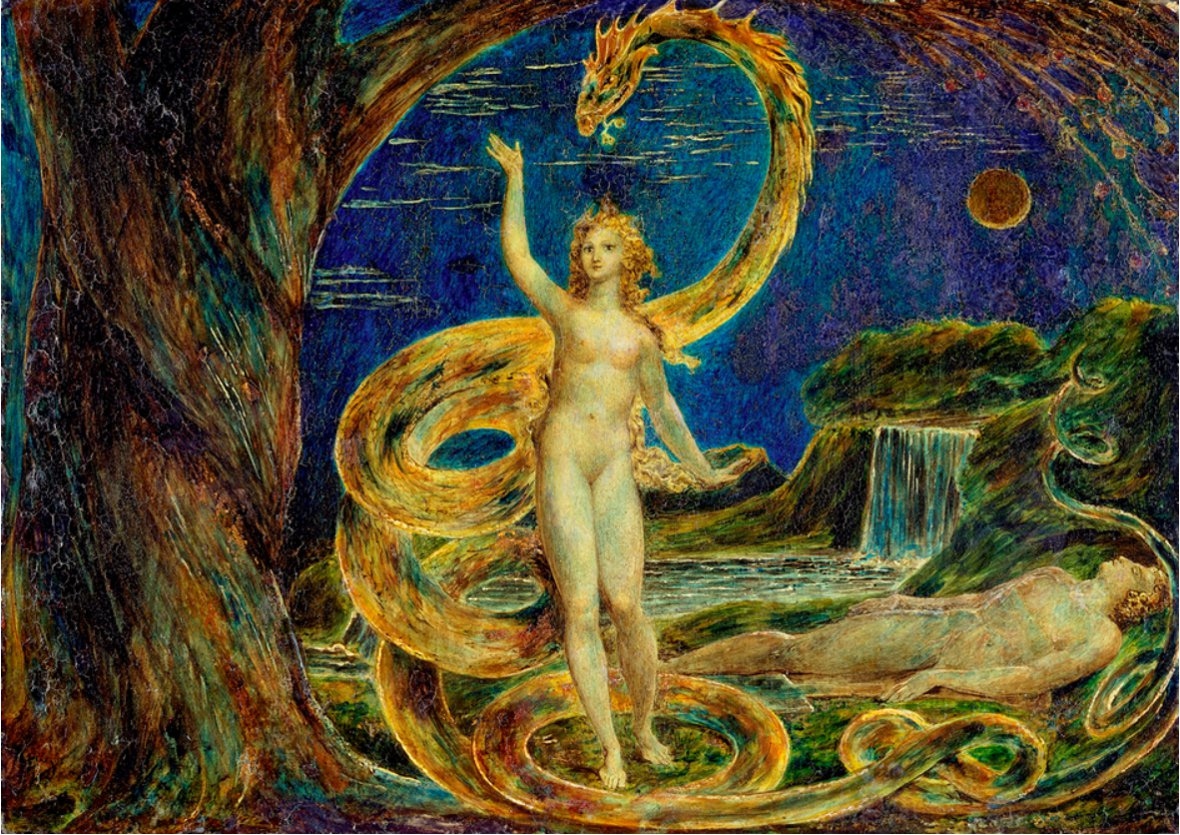
Вільям Блейк "Eve Tempted by the Serpent"
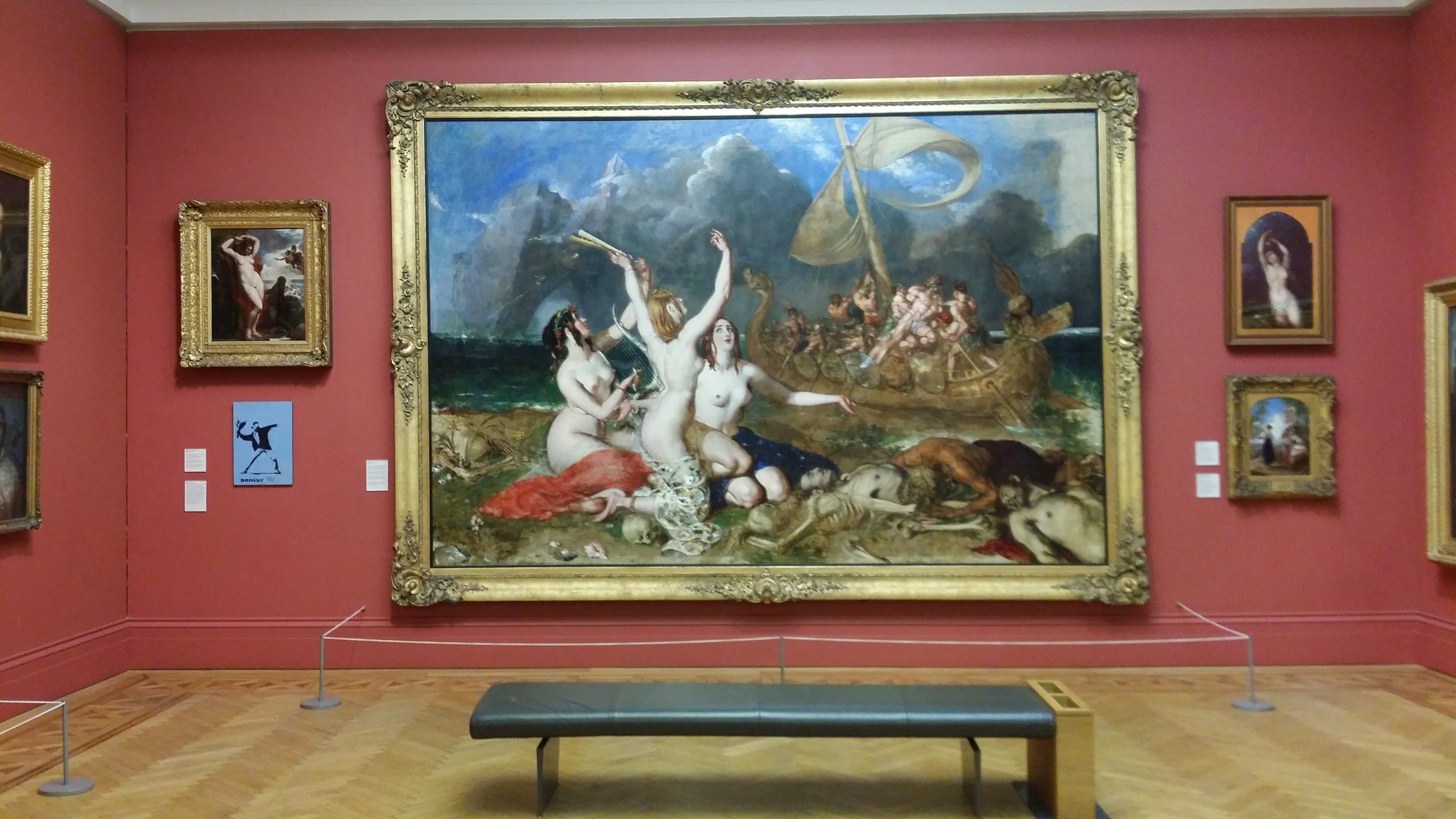
Сирени та Одіссей. 1837 Вільям Етті
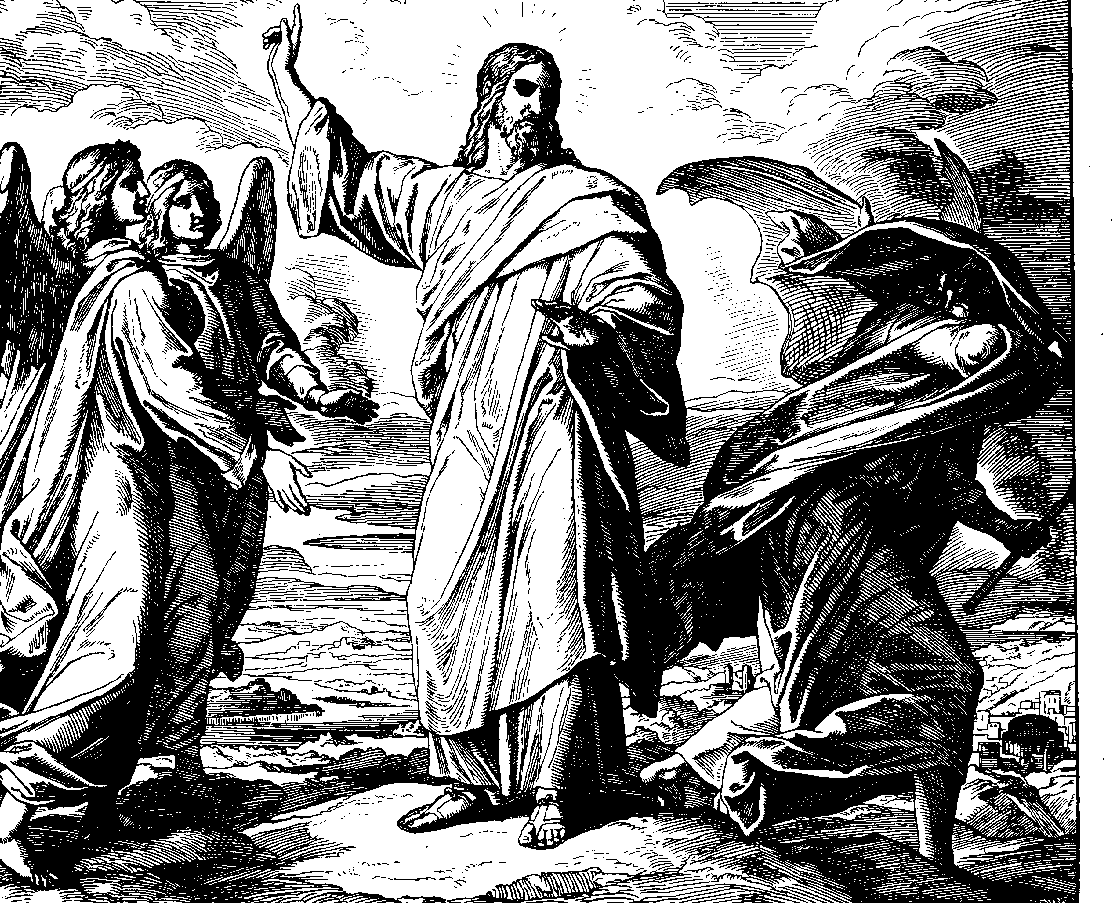
«Біблія в малюнках», 1860
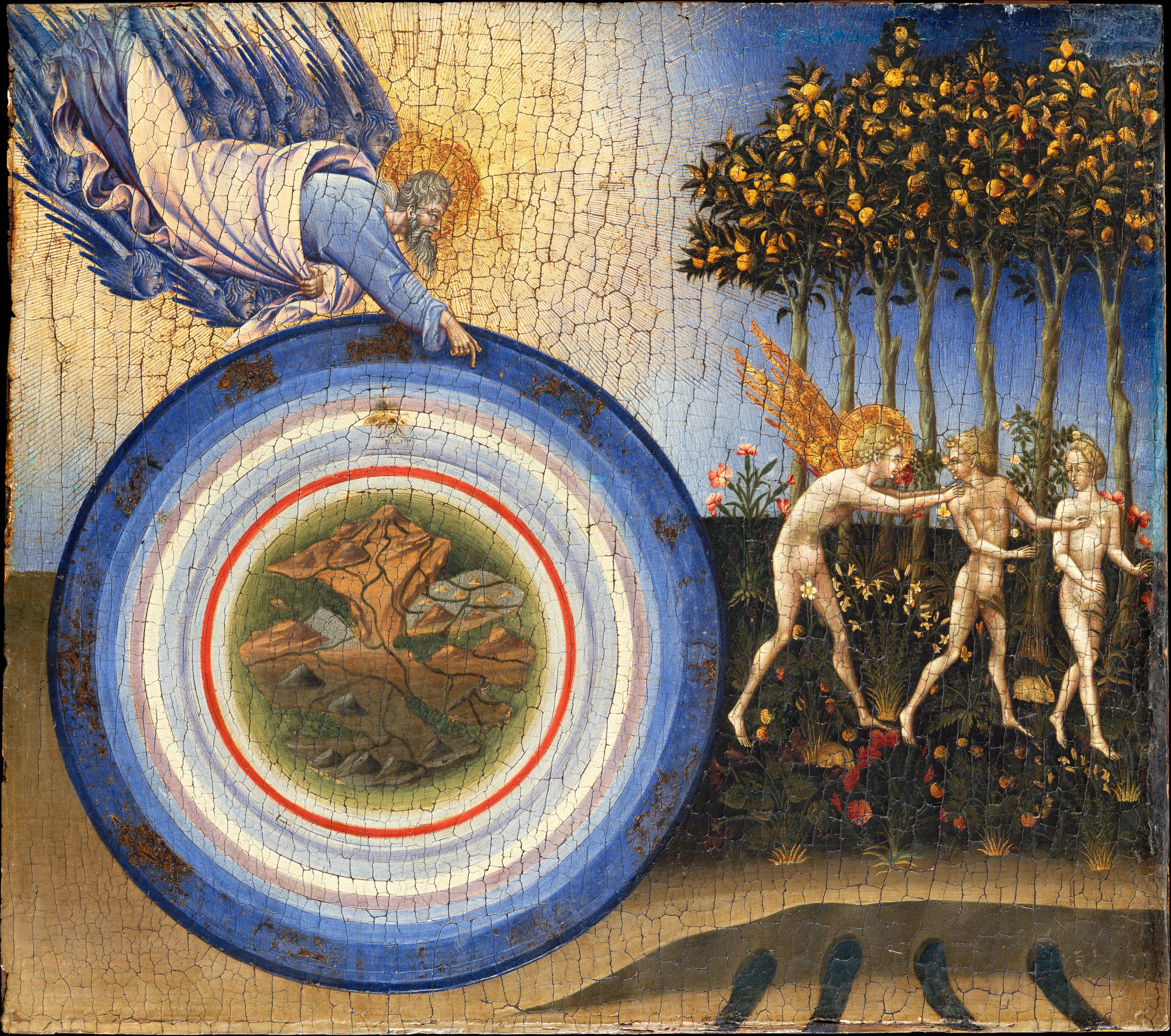
Результат спокуси - Вигнання з Раю
Спокуси (муки) св. Антонія, ~1487–88, вірогідно одна з перших робіт Мікеланджело
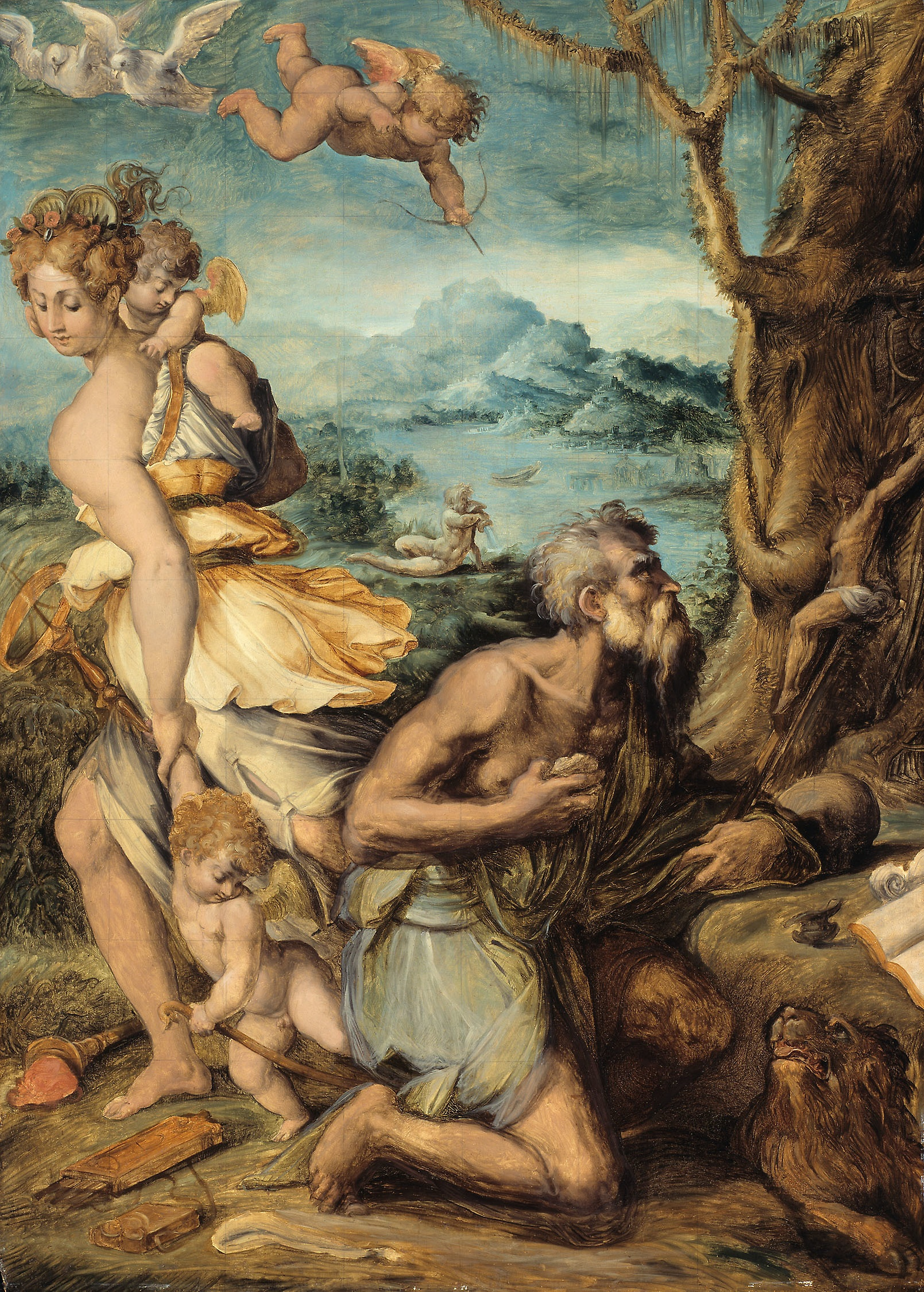
Temptation of Saint Jerome, Джорджо Вазарі ~1541-1548
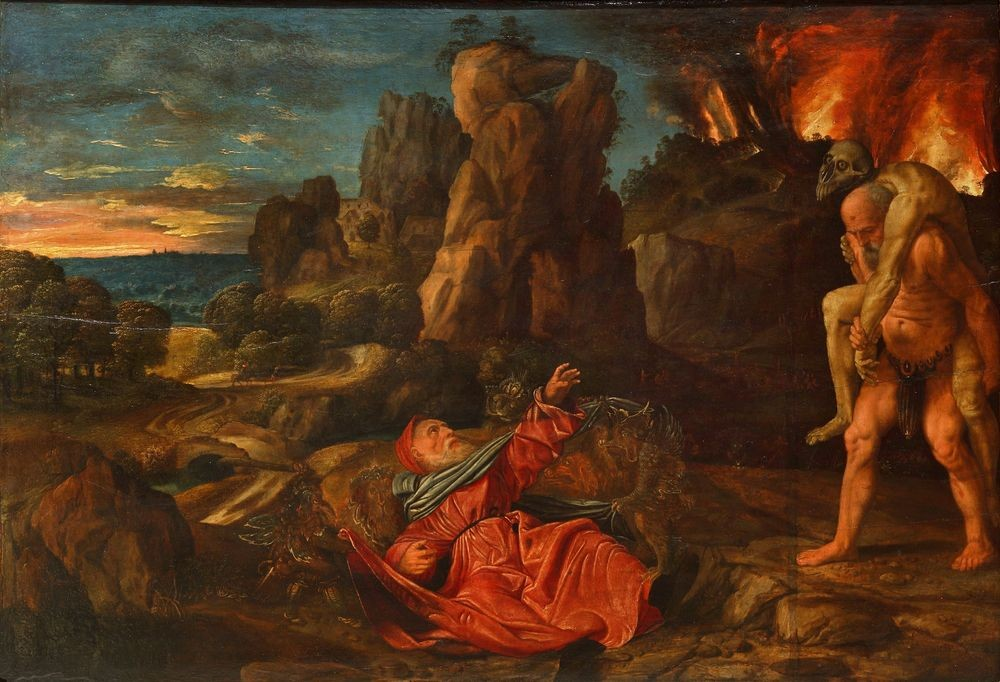
Temptation of Saint Jerome (Савольдо)
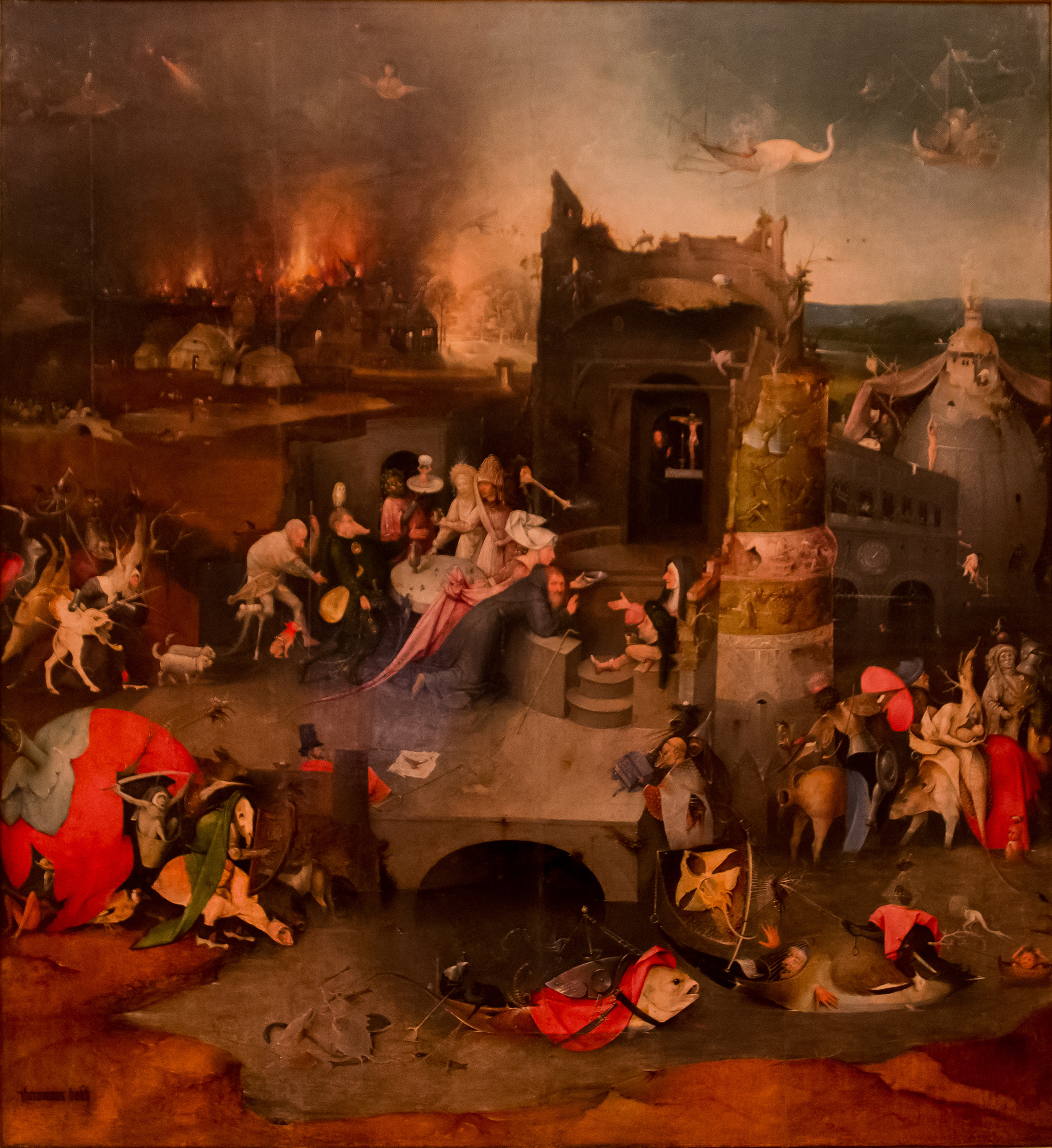
Спокуса св. Антонія (Босх)
Спокуса св. Антонія (Сальвадор Далі)

## Дивись також
Спокуси Христа — епізод з трьох синоптичних Євангелій у якому описано спокуси дияволом Ісуса Христа під час Його сорокаденного посту в пустелі, куди Він усамітнився після хрещення.
Духовна війна (книга), Ліствиця (книга Іоана Ліствичника)
Змій (міфологія), Сатана, Самаель
Мысленная брань
Покаяння в християнстві, Спасіння (християнство)
тшува (іудаїзм) — навернення від гріха
Ignorabimus — латинська сентенція ignoramus et ignorabimus означає «не знаємо і не довідаємось», використовується як пояснення незбагненності шляхів Господа
Зваблення, Ерос (філософія)
Combattimento spiritual (1589) широко відома (на сьгодні більше 600 перевидань) книга Лоренцо Скуполі що виходила в  російський перекладах Феофана Затворника та ін. під назвами «Невидимая брань», «Брань духовная, или Наука побеждать свои страсти и торжествовать над пороками» та ін.
Догмати в католицькій церкві
Психологічні маніпуляції, Когнітивне упередження, Самоконтроль, Сила волі, Напередвизначення, Фатум, Провидіння
Відтерміноване задоволення